# 2024-es wimbledoni teniszbajnokság
A 2024-es wimbledoni teniszbajnokság az év harmadik Grand Slam-tornája, amelyet 137. alkalommal rendeztek meg 2024. július 1−14. között Londonban. A főtábla mérkőzéseire az All England Lawn Tennis and Croquet Club wimbledoni füves pályáin került sor a klub és a Nemzetközi Teniszszövetség (ITF) közös rendezésében. A kvalifikáció mérkőzéseit június 25–27. között rendezték meg. 
A rendezőség döntése alapján Oroszországnak az Ukrajna ellen indított inváziója miatt az orosz és a fehérorosz versenyzők csak saját személyükben indulhattak, nem képviselhették országukat.
A férfiaknál a címvédő a spanyol Carlos Alcaraz, míg a nőknél a cseh Markéta Vondroušová volt. Alcaraz megvédte címét, miután a döntőben 6–2, 6–2, 7–6(4) arányban legyőzte a szerb Novak Đokovićot. A nőknél Vondroušová már az első körben kiesett, a címet ezúttal honfitársa Barbora Krejčíková szerezte meg, aki a döntőben 6–2, 2–6, 6–4 arányban győzött az olasz Jasmine Paolini ellen. 
A 2024. évi torna összdíjazása minden korábbinál magasabb, 50 000 000 angol font volt, amely 11,86%-kal magasabb az előző évinél.
A magyar versenyzők közül a tornán egyéniben ebben az évben a világranglista-helyezése alapján a férfiaknál Fucsovics Márton és Marozsán Fábián a főtáblán indulhatott, míg Piros Zsombor a selejtezőben kezdett. A nőknél Bondár Anna, Gálfi Dalma és Udvardy Panna a selejtezőben kiemeltként kezdtek. Piros Zsombor és Bondár Anna nem jutott túl a selejtező első körén, Gálfi Dalma és Udvardy Panna azonban feljutott a főtáblára. A főtáblán Fucsovics Márton, Marozsán Fábián és Udvardy Panna az első körben búcsúztak a versenytől, míg Gálfi Dalma a második körig jutott. Férfi párosban Marozsán Fábián az első körben esett ki, a nőknél Babos Tímea a negyeddöntőig jutott.

## Pénzdíjazás
A torna teljes díjazása 2024-ben 50 000 000 angol font volt, 11,86%-kal magasabb a 2023. évinél. A férfi és női egyéni győztes 2 700 000 angol fontot kapott. Minden résztvevő többet kapott, mint ugyanazért az eredményért az előző évben.
| Eredmény           | Egyes*      | Páros**                   | Vegyes páros**            |
| Győzelem           | 2 700 000 £ | 650 000 £                 | 130 000 £                 |
| Döntő              | 1 400 000 £ | 330 000 £                 | 65 000 £                  |
| Elődöntő           | 715 000 £   | 167 000 £                 | 33 000 £                  |
| Negyeddöntő        | 375 000 £   | 84 000 £                  | 17 000 £                  |
| 16 között          | 226 000 £   | 42 000 £                  | 8500 £                    |
| 32 között          | 143 000 £   | 25 000 £                  | 4250 £                    |
| 64 között          | 93 000 £    | 15 750 £                  | –                         |
| 128 között         | 60 000 £    | –                         | –                         |
| Selejtező (döntő)  | 40 000 £    | *Nemenként **Csapatonként | *Nemenként **Csapatonként |
| Selejtező (2. kör) | 25 000 £    | *Nemenként **Csapatonként | *Nemenként **Csapatonként |
| Selejtező (1. kör) | 15 000 £    | *Nemenként **Csapatonként | *Nemenként **Csapatonként |

## Szerezhető ranglistapontok
| Esemény     | Győztes | Döntő | Elődöntő | Negyeddöntő | 16 között | 32 között | 64 között | 128 között | Selejtezőből feljutó | Selejtező 3. kör | Selejtező 2. kör | Selejtező 1. kör |
| Férfi egyes | 2000    | 1300  | 800      | 400         | 200       | 100       | 50        | 10         | 30                   | 16               | 8                | 0                |
| Férfi páros | 2000    | 1200  | 720      | 360         | 180       | 90        | 0         | N/A        | N/A                  | N/A              | N/A              | N/A              |
| Női egyes   | 2000    | 1300  | 780      | 430         | 240       | 130       | 70        | 10         | 40                   | 30               | 20               | 2                |
| Női páros   | 2000    | 1300  | 780      | 430         | 240       | 130       | 10        | N/A        | N/A                  | N/A              | N/A              | N/A              |